# Dracula inaequalis
Dracula inaequalis é uma espécie de orquídea epífita de crescimento cespitoso cujo gênero é proximamente relacionado às Masdevallia, parte da subtribo Pleurothallidinae. Esta espécie é originária o oeste da Colômbia central, onde habita florestas úmidas e nebulosas das montanhas.}}
Pode ser diferenciada das espécies mais próximas por suas pequenas flores, pouco abertas, quase cilíndricas.